# Cerastium juniperorum
Cerastium juniperorum là loài thực vật có hoa thuộc họ Cẩm chướng. Loài này được Standl. & Steyerm. mô tả khoa học đầu tiên năm 1944.